# Coupe de Luxembourg 1930-1931
La Coppa di Lussemburgo 1929-1930 è stata la 10ª edizione della coppa nazionale lussemburghese disputata tra il 7 settembre 1930 e il 29 marzo 1931 e conclusa con la vittoria del Red Boys Differdange, al suo sesto titolo.

## Formula
Eliminazione diretta in gara unica.

## Turno preliminare
| Squadra 1            | Risultato | Squadra 2        |
| -------------------- | --------- | ---------------- |
| 7 settembre 1930     |           |                  |
| Alliance Dudelange   | 3 − 0     | UNA Strassen     |
| US Bascharage        | 0 − 3     | Pétange          |
| Differdange          | 1 − 0     | Red Star Merl    |
| US Esch              | 1 − 3     | Chiers Rodange   |
| Etzella Ettelbruck   | 0 − 3     | Jeunesse Esch    |
| Jeunesse Hautcharage | 0 - 11    | US Dudelange     |
| Progrès Grund        | 4 − 0     | Swift Hesperange |
| Rumelange            | 4 − 1     | US Niederwiltz   |
| The Belval Belvaux   | 1 − 0     | Aris Bonnevoie   |

## Ottavi di finale
| Squadra 1                | Risultato | Squadra 2            |
| ------------------------ | --------- | -------------------- |
| 5 ottobre 1930           |           |                      |
| Chiers Rodange           | 1 − 11    | Red Boys Differdange |
| Jeunesse Esch            | 6 − 2     | Differdange          |
| Progrès Grund            | 4 − 1     | Union Luxembourg     |
| Progrès Niedercorn       | 4 − 1     | Pétange              |
| Red Black Pfaffenthal    | 2 − 3     | Alliance Dudelange   |
| Spora Luxembourg         | 6 - 0     | Rumelange            |
| Stade Dudelange          | 5 - 2     | The Belval Belvaux   |
| The National Schifflange | 1 − 0     | US Dudelange         |

## Quarti di finale
| Squadra 1            | Risultato | Squadra 2                |
| -------------------- | --------- | ------------------------ |
| 7 dicembre 1930      |           |                          |
| Jeunesse Esch        | 7 − 2     | Alliance Dudelange       |
| Red Boys Differdange | 8 − 0     | Progrès Grund            |
| Spora Luxembourg     | 6 - 0     | The National Schifflange |
| Stade Dudelange      | 5 - 3     | Progrès Niedercorn       |

## Semifinali
| Squadra 1            | Risultato | Squadra 2        |
| -------------------- | --------- | ---------------- |
| 4 gennaio 1931       |           |                  |
| Jeunesse Esch        | 1 − 5     | Spora Luxembourg |
| Red Boys Differdange | 3 − 1     | Stade Dudelange  |

## Finale
| Esch-Sur-Alzette 29 marzo 1931    | Red Boys Differdange | 5 – 3 (d.t.s.) | Spora Luxembourg | Jeunessefeld |
| \| \| \| \| \| \| Marcatori \| \| |                      |                |                  |              |
|                                   |                      |                |                  |              |
| Gol                               | Marcatori            | Gol            |                  |              |